# Gottfried Daniel Hoffmann

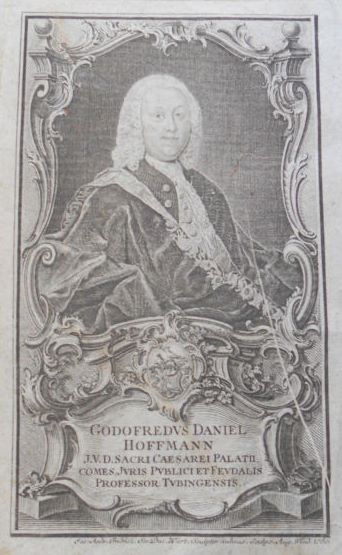
Gottfried Daniel Hoffmann

Gottfried Daniel Hoffmann (* 19. Februar 1719 in Tübingen; † 31. August 1780 ebenda) war ein deutscher Rechtswissenschaftler und Hochschullehrer.

## Beruflicher Werdegang
Hoffmann wurde am 31. Januar 1739 vom Tübinger Hofgericht als Advokat aufgenommen und am 4. März 1740 an der Universität Tübingen mit der Dissertation De independentia juris circa sacra statuum ordinumque imperii germanici Evangelicorum intuitu Imperatoris et Imperii zum Lic. iur. graduiert. Am 3. November 1741 wurde er an der Tübinger Universität außerordentlicher Professor der Rechte, 1743 Professor am Collegium illustre, am 9. April 1747 ordentlicher Universitätsprofessor des Staats- und Lehnrechtes, 1767 Hofgerichtsassessor und 1773 württembergischer Geheimer Rat. Er wurde am 15. Mai 1745 in der juristischen Fakultät zum Dr. iur. promoviert. Außerdem führte er den Grad eines Dr. phil.

## Familie
Hoffmann war dreimal verheiratet. Aus seiner ersten Ehe mit Tabitha Harpprecht, einer Schwester des Professors Christian Ferdinand Harpprecht gingen der Rechtswissenschaftler Johann Daniel Hoffmann und Christian Gottfried Hoffmann (* 12. August 1756; † 4. Juni 1784) hervor.

## Werke (Auswahl)
- Oeffentliche Rede welche auf das Höchsterfreuliche Geburts-Fest Seiner Herzoglichen Durchlaucht des Regierenden Herrn Herzogs von Würtemberg den 14. Februar 1772 in der Herzoglichen Bibliothek und Academie des Arts zu Ludwigsburg gehalten. Fues, Tübingen 1772.